# Les Croûtes
Les Croûtes är en kommun i departementet Aube i regionen Grand Est (tidigare regionen Champagne-Ardenne) i nordöstra Frankrike. Kommunen ligger  i kantonen Ervy-le-Châtel som ligger i arrondissementet Troyes. År 2022 hade Les Croûtes 96 invånare.

## Befolkningsutveckling
Antalet invånare i kommunen Les Croûtes
Referens: INSEE